# Iqtāʿ
Iqtāʿ (arabisch إقطاع, DMG Iqṭāʿ ‚Zuteilung‘) ist eine Form des Militärlehens, das vor allem in Persien, dem Irak und Syrien Verbreitung fand.
Mit zunehmenden Kosten für das Heer aus Berufssoldaten gingen die Abbasiden seit dem Ende des 9. Jahrhunderts dazu über, Offizieren statt einer Besoldung „Konzessionen“ (Pachtverträge) zu überlassen. Diese berechtigten in den zugewiesenen Landstrichen zur Eintreibung von Steuern, Zöllen und anderen Abgaben auf eigene Rechnung. Dafür mussten die Offiziere eine bestimmte Anzahl von Soldaten unterhalten und ausrüsten. Als die Erträge zurückgingen, erhielten sie die gepachteten Ländereien als Eigentum. So entstand eine grundbesitzende Offiziersschicht. Die Machtstellung der Militärs wurde durch die Einrichtung des Atabeg noch verstärkt.
Dies befreite die Herrscher von den Kosten für Unterhalt und Ausrüstung der Soldaten, entzog dem Herrscher aber auch einen Großteil des Steuereinkommens seines Reiches. Außerdem verstärkte sich die Loyalität der Soldaten zu den Offizieren, die für ihren Unterhalt sorgten.
Die Bedeutung von Iqta für die weitere gesellschaftliche und politische Entwicklung im Nahen Osten wird sehr unterschiedlich bewertet. Die Vertreter der These des „islamischen Feudalismus“ gehen von einer bald einsetzenden Vererblichkeit und einer verstärkten Feudalisierung aus, da sich ein grundbesitzender Militäradel herausbildete, der auch zunehmend Aufgaben in der Zivilverwaltung übernahm. Dadurch wurde einer zunehmenden politischen Zersplitterung des Nahen Osten Vorschub geleistet, die ihren Höhepunkt im 12. Jahrhundert erreichte. Lokale Kommandeure in Städten und Festungen besaßen über ihre Gebiete eine faktische Unabhängigkeit.
Gegner dieser These weisen darauf hin, dass der Herrscher die iqta-Zuweisungen festlegte und auch darüber bestimmte, welche Offiziere und lokalen Notabeln welche iqta-Gebiete erhielten. Die Offiziere und Notabeln hatten ihre Befugnisse nur der Zuweisung der Zentralmacht zu verdanken, d. h. sie hatten keine eigene Machtbasis. Im Westen stellte das Feudalsystem im Grundsatz den Aufbau einer gesellschaftlichen Organisation dar. Im Unterschied dazu stand das Iqtaʿ-System für den Zerfall der zentralen Ordnung.